# Albert Sever

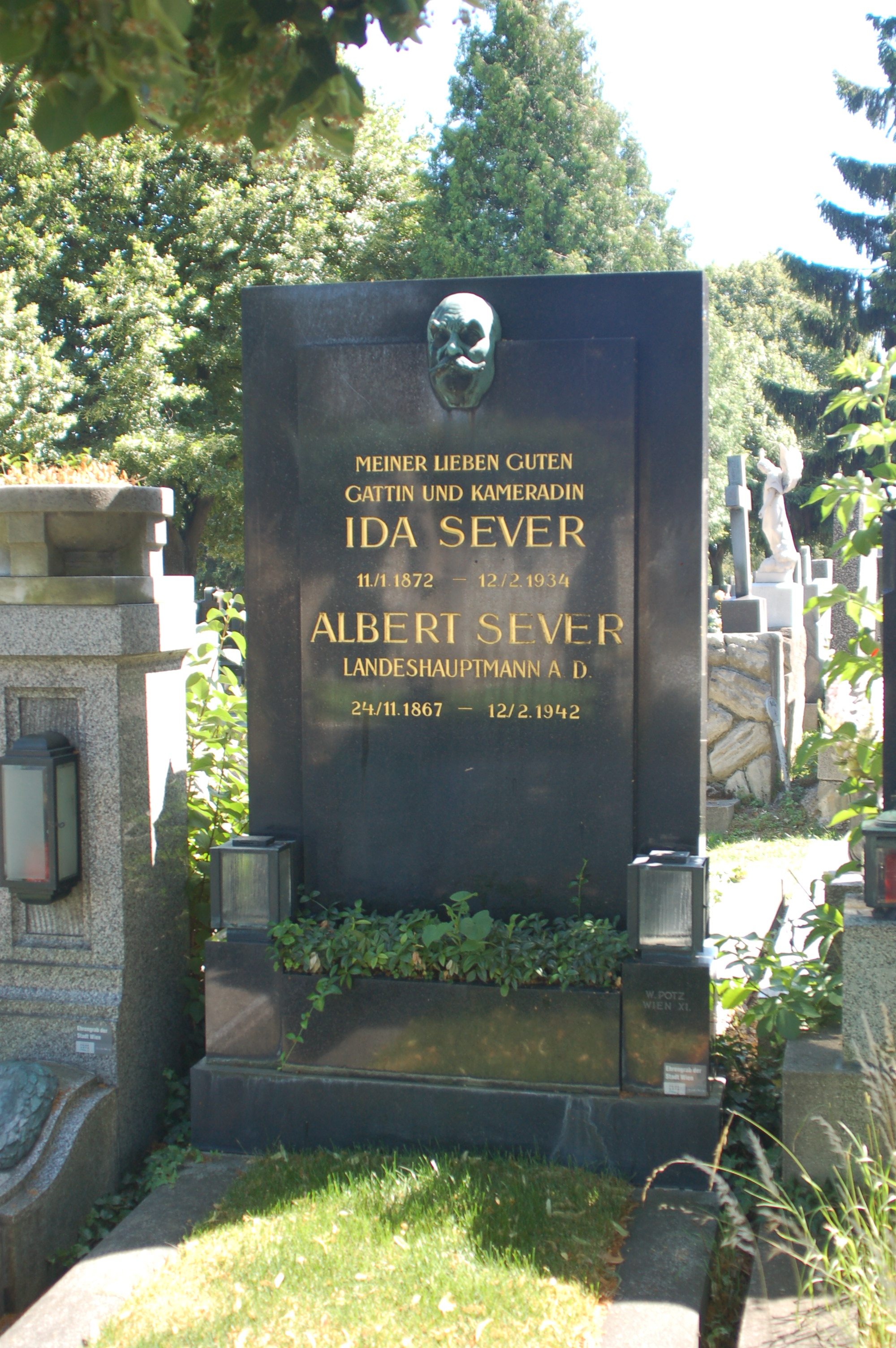
Grabmal von Albert Sever auf dem Ottakringer Friedhof

Albert Sever (* 24. November 1867 in Agram, Königreich Kroatien und Slawonien, Österreich-Ungarn; † 12. Februar 1942 in Wien) war sozialdemokratischer Politiker in Wien und erster demokratisch gewählter Landeshauptmann von Niederösterreich (damals noch inklusive Wien).

## Jugend und Politik
Nach dem Tod von Severs kroatischem Vater übersiedelte seine Mutter mit ihm nach Wien.
Severs erlernter Beruf war der des Fleischhauergehilfen. Später arbeitete er in einer Papierfabrik, dann als Privatbeamter (Angestellter) einer Krankenkasse. Wegen politischer Delikte wurde er, wie die Website des österreichischen Nationalrats festhält, 1889 und 1890 bestraft (und galt seitdem als vorbestraft statt unbescholten). Politisch wurde er zwar nicht als großer Redner, aber als Organisationstalent eingeschätzt. Mit dem blendenden Redner Franz Schuhmeier soll er die bis heute angewandte interne Organisationsstruktur der österreichischen Sozialdemokratie entwickelt haben.

## Ottakringer Abgeordneter
Am 26. Oktober 1908 wurde er für den 16. Wiener Gemeindebezirk Ottakring zum Abgeordneten im Landtag von Niederösterreich gewählt. Am 3. Oktober 1911 erfolgte seine Wahl zum Reichsratsabgeordneten (letzte Sitzung: 12. November 1918). Am 7. April 1913 wurde er anstelle des aus Altersgründen ausscheidenden Genossen Körbler in den Landesparteivorstand gewählt. Ebenfalls 1913 wurde er (als Ersatz für den ermordeten Franz Schuhmeier) Bezirksparteivorsitzender der Sozialdemokraten im Wiener Arbeiterbezirk Ottakring (damals die stärkste Wiener Bezirksorganisation der Partei).
Kurz vor Ende des Ersten Weltkriegs entsandte ihn auf Bitte der Marinesektion des k.u.k. Kriegsministeriums der Parlamentsklub der Sozialdemokratischen Arbeiterpartei Ende Oktober 1918 zur Aufrechterhaltung der Ordnung in den k.u.k. Kriegshafen Pola in Istrien, weil Marinekommandant Nikolaus Horthy nicht mehr Herr der Lage war. Gemeinsam mit August Forstner und Oskar Helmer gelang es Sever, 22.000 Soldaten vor der Gefangennahme durch Italien zu bewahren und deren Rückführung sicherzustellen.
Als gewesener Reichsratsabgeordneter war er vom 21. Oktober 1918 bis zum 16. Februar 1919 Mitglied der Provisorischen Nationalversammlung des neuen Staates Deutschösterreich, war nach den ersten Wahlen, an denen auch Frauen teilnehmen konnten, vom 4. März 1919 bis zum 31. Mai 1919 Mitglied der Konstituierenden Nationalversammlung und war in der Folge von 10. November 1920 bis zum Februar 1934 Abgeordneter zum (nach dem 4. März 1933 nicht mehr einberufenen) Nationalrat. Am 18. November 1927 wurde Albert Sever zum Bürger der Stadt Wien (die höchste Ehrung nach der Ehrenbürgerschaft) ernannt.
Als prominenter Politiker geriet Sever gelegentlich ins Visier des großen Kritikers Karl Kraus. So nahm Kraus z. B. daran Anstoß, dass Sever 1930 den drei Jahre zuvor noch als Arbeitermörder bezeichneten Wiener Polizeipräsidenten und nunmehrigen Bundeskanzler Schober bei einer Gedenkveranstaltung für die Opfer der polizeilichen Jagd auf Demonstranten beim Justizpalastbrand am 15. Juli 1927 devot begrüßte. Kraus kommentiert die Begrüßung vor dem Arbeiterheim, der er auch ein Foto in seiner Zeitschrift widmet, die Nachricht von der Niederkunft der Kaiserin von Abessinien (eine Aussendung der Amtlichen Nachrichtenstelle) hätte einen Sozialisten weit weniger aufzuregen ... als die Wagentürlöffnung des Genossen Sever für den Schober am 15. Juli 1930 vor dem Arbeiterheim.

## Landeshauptmann von Niederösterreich
Das Land Niederösterreich umfasste bis 10. November 1920 auch die mehrheitlich sozialdemokratische Stadt Wien (Übergangsregelungen bis Ende 1921, siehe Trennungsgesetz); die dadurch bei der Landtagswahl vom 4. Mai 1919 erreichte sozialdemokratische Mehrheit brachte Albert Sever vom 20. Mai 1919 bis zum 10. November 1920, dem Tag des Inkrafttretens der Bundesverfassung, die die Selbstständigkeit Wiens bewirkte, in die Funktion des Landeshauptmanns des größten Bundeslandes der neuen Republik. Nach dem 10. November 1920 bestand keine gemeinsame Landesregierung mehr; in der bis Ende 1921 bestehenden gemeinsamen Verwaltungskommission, die die Trennungsagenden zu koordinieren hatte, führten der Wiener Bürgermeister Jakob Reumann und der Landeshauptmann von Niederösterreich-Land, Johann Mayer, abwechselnd den Vorsitz.
Als Landeshauptmann ermöglichte Sever die so genannten „Sever-Ehen“, die Wiederheirat geschiedener Katholiken. Diesen ist nach den kirchlichen Prinzipien bis heute eine zweite Ehe verboten. Eine Zivilehe ähnlich wie Deutschland oder Frankreich kannte Österreich bis 1938 nicht; ihre Einführung in die Verfassung der Republik war am Widerstand der mächtigen Katholischen Kirche und der Christlichsozialen Partei gescheitert. Mit einer Verordnung schuf Sever aber die Möglichkeit, beim Landeshauptmann um Dispens von diesem Verbot anzusuchen. So konnten „wilde Ehen“ zu staatlich anerkannten gemacht werden.
Klerikale Gegner dieser Liberalität – Friedrich Funder berichtet, die Christlichsoziale Partei sei durch schmugglerische administrative Maßnahmen, zum Beispiel die groteske Erfindung der sogenannten Dispensehe des Herrn Landeshauptmanns Sever, angegriffen worden – wandten sich an den Verfassungsgerichtshof (VfGH) und den Obersten Gerichtshof (OGH). Die beiden Höchstgerichte konnten sich nicht darauf einigen, Severs Verordnung und die darauf beruhenden Ehen für ungültig zu erklären; der OGH sprach von Ungültigkeit, der VfGH erklärte sie für gültig. Die Ehen blieben aufrecht.

### Severs Haltung zu Flüchtlingen aus Galizien
„Während des Krieges waren etwa 20.000 jüdische Flüchtlinge aus den damals österreichischen galizischen Gebieten [...] nach Wien gekommen. Ihnen folgten in den ersten Nachkriegswochen etwa 5.000, denen es gelang, vor den schrecklichen Pogromen zu flüchten, die polnische und ukrainische Soldaten anrichteten. Allein in Lemberg, wo Offiziere einer entmenschten Soldateska das Judenviertel drei Tage zur Plünderung freigaben, wurden 300 Menschen getötet und fürchterliche Grausamkeiten verübt. Als eine den Sozialdemokraten nahestehende jüdische Organisation, Poale Zion, die Partei ersuchte, zu einer Protestversammlung gegen diese Pogrome einen Redner zu schicken, lehnte der Parteivorstand ab.
[...] „Wir stehen vor einer neuerlichen Verkürzung der Brotration. Wir sollen unsere Frauen und Kinder hungern lassen, weil es den Ostjuden so gefällt und sie darauf bestehen, dass wir unsere letzte Brotkrume mit ihnen teilen“, schrieb die „Reichspost“ (4. Oktober 1919). [...] Auch die „Arbeiterzeitung“ habe verlangt, dass „Wien von dieser Belastung [...] erleichtert werde“.“

Tatsächlich gab Albert Sever als Landeshauptmann im September 1919 einen Erlass heraus, der das weitere Verbleiben der Flüchtlinge von einer Aufenthaltsbewilligung abhängig machte – die kaum gewährt wurde. Mit dem Ende der Monarchie verloren die Juden den Monarchen als „Schutzherrn“. Die nicht grundsätzlich antisemitischen Sozialdemokraten forcierten eine gegen die (ost-)jüdischen Kriegsflüchtlinge gerichtete Politik. Besonders der undurchführbare Ausweisungserlass ... Severs vom 9. September 1919 verunsicherte die Flüchtlinge zutiefst.
Zahlreiche „Abschaffungen“ wurden verfügt. In der Praxis wurde nichts daraus.
Die Tschechoslowakei lehnte ab. Die polnische Regierung beschwerte sich beim Völkerbund. Es tauchte auch die Furcht auf, die Siegermächte könnten jede Hilfe einstellen. So endete der allen sozialdemokratischen Grundsätzen widersprechende Sündenfall Albert Severs, aber auch Renners und Reumanns.

### Sever und Ex-Kaiser Karl
Ex-Kaiser und -König Karl fuhr im März 1921 aus seinem Exil in der Schweiz unerkannt über Österreich nach Budapest, um von Reichsverweser Miklos Horthy die Regierungsgewalt zu übernehmen. Horthy konnte Karl unter Berufung auf die Reaktionen der Alliierten zur Rückkehr in die Schweiz bewegen. Die ungarische Regierung nahm mit der österreichischen wegen der Durchreise des Hofzuges Richtung Schweiz Kontakt auf. Der Hauptausschuss des Nationalrates gab seine Zustimmung unter der Bedingung österreichischer Volkswehr-Begleitung unter politischer Führung. Die sozialdemokratische Partei bestimmte dazu Sever, die Eisenbahner den Landtagsabgeordneten Adolf Müller. Am 4. April wurde der Zug von Jennersdorf, das noch unter ungarischer Verwaltung stand, zum Grenzbahnhof Fehring überstellt, wo die sozialdemokratischen Politiker neben Polizeibeamten, vier Offizieren, zwölf Volkswehrsoldaten und alliierten Militärs (je ein französischer, italienischer und britischer Offizier sowie vier englische, zwei französische und sechs italienische Soldaten) den Zug übernahmen. Wenngleich die tatsächliche Befehlsgewalt in den Händen der alliierten Militärs lag, konnte die Präsenz der Politiker helfen, eine geplante Erstürmung des Zuges durch Arbeiter in Bruck an der Mur zu verhindern.

„In Erwägung, daß ein möglichst baldiger Abschluß des Osterabenteuers des ehemaligen Kaisers von Oesterreich im Interesse der Arbeiterklasse ist und die offenen und versteckten Monarchisten die ärgste Niederlage erleiden, wenn die Blamage Karl Habsburgs durch seine sofortige Rückkehr in die Schweiz restlos klar wird, hat der Parteivorstand der deutschösterreichischen Sozialdemokratie beschlossen, die Rückreise durch deutschösterreichisches Gebiet unter folgenden Bedingungen zu gestatten:

1. Die Reise durch Deutschösterreich hat ohne Unterbrechung zu erfolgen.

2. Der Zug wird von Vertretern der Wehrmacht, und zwar von Offizieren und Wehrmännern begleitet.

3. Zur Ueberwachung der Einhaltung der Bedingungen reisen ein Vertrauensmann der Eisenbahnerorganisation und ein Vertrauensmann der sozialdemokratischen Partei im gleichen Zuge.

Der Parteivorstand hat mit der letztgenannten Funktion Genossen Albert Sever betraut und ersucht die Genossen, an allen Orten, die der Zug berührt, den Anordnungen des Genossen Sever unbedingt Geltung zu verschaffen.“

## Ausgeschaltet
Nach dem 4. März 1933 war das Parlament, dem Sever mehr als 20 Jahre lang angehört hatte, nicht mehr funktionsfähig; die Regierung Dollfuß regierte ohne Parlament. Im Februaraufstand, dem letzten Aufbäumen der Sozialdemokratie gegen den sich formierenden Ständestaat, wurde Severs Frau Ida (geb. Kirchberger, * 1873) am 12. Februar 1934 durch einen Granatsplitter bei der Beschießung des Ottakringer Arbeiterheimes getötet. Der damals 67-jährige Sever selbst wurde verhaftet, die Sozialdemokratische Partei verboten. Während seiner Haft kam das Gerücht auf, er habe Suizid begangen. Er erhielt er Hafturlaub, um am Leichenbegängnis seiner Frau teilnehmen zu können. Anfang März wurde er wegen Hochverrats angeklagt. Im Sommer hatte sich sein Gesundheitszustand derart verschlechtert, dass er in eine psychiatrische Klinik eingeliefert werden musste. Nach mehrmonatigem Krankenhausaufenthalt wurde er schließlich enthaftet.
Albert Sever erlebte noch die ersten Jahre des Dritten Reichs und starb im 75. Lebensjahr in Wien.

## Erinnerung
- Severhof: Gemeindebau mit 96 Wohnungen, Wien 16., Maroltingergasse 56–58, erbaut 1930/31 nach Plänen von Alexander Popp, benannt 3. September 1949
- Albert-Sever-Saal: Wien 16., Schuhmeierplatz 17–18
- Albert-Sever-Straße: Gerasdorf bei Wien, an der Grenze zum 21. Wiener Gemeindebezirk (Benennungsdatum unbekannt)
- Albert-Sever-Straße: Strasshof an der Nordbahn